# Zemské volby v Československu 1928
Zemské volby 1928 byly volby do zemských zastupitelstev konané v roce 1928 v prvorepublikovém Československu.
Šlo o první zemské volby v ČSR. V roce 1927 byl totiž přijat Zákon o organisaci politické správy, který rušil dosavadní župní zřízení a vytvořil čtyři samosprávné země. Volby se konaly 2. prosince 1928.

## Pozadí
Volby probíhaly v době, kdy již dva roky vládla třetí vláda Antonína Švehly, takzvaná panská koalice sdružující pravicové a středové politické strany české i německé. Do voleb proto levice, zejména Československá sociálně demokratická strana dělnická, národní socialisté a Německá sociálně demokratická strana dělnická v ČSR, šly jako opoziční formace, s ostrou rétorikou, díky čemuž ve volbách posílily.
Ve srovnání s parlamentními volbami roku 1925 získali sociální demokraté navíc 192 000 hlasů, němečtí sociální demokraté 39 000, národní socialisté 186 000 a zisk 39 000 hlasů si připsala Komunistická strana Československa, celkem levice získala zhruba půl milionu hlasů navíc. Naopak ztráty ve volbách postihly lidovce (-118 000 hlasů), slovenské ľuďáky (-92 000 hlasů) a 37 000 voličů ztratila také Německá křesťansko sociální strana lidová. Agrárníci zaznamenali přírůstek hlasů 69 000, ale v Českých zemích jejich pozice spíše oslabily, zatímco přílivu voličů dosáhli na východě státu. V Čechách se nejsilnější stranou stali národní socialisté, v Moravskoslezské zemi lidovci, na Slovensku ľuďáci a na Podkarpatské Rusi agrárníci. Koaliční strany dosáhly celkem 3 091 000 hlasů, opoziční 3 383 000 hlasů. Pravice ovšem celostátně i nyní zvítězila nad levicí.

## Výsledky

### Výsledky dle zemí

#### Země Česká
|                           |                                                                |           |       |         |           |         |
| Strana                    | Strana                                                         | Hlasy     | Hlasy | Mandáty | Mandáty   | Mandáty |
| Strana                    | Strana                                                         | Počet     | %     | Zvoleno | Jmenováno | Celkem  |
|                           | Československá strana národně socialistická                    | 519 259   | 14.9  | 12      | 6         | 18      |
|                           | Republikánská strana zemědělského a malorolnického lidu        | 466 559   | 13.4  | 11      | 8         | 19      |
|                           | Komunistická strana Československa                             | 422 922   | 12.1  | 10      | 0         | 10      |
|                           | Československá sociálně demokratická strana dělnická           | 420 298   | 12.0  | 10      | 5         | 15      |
|                           | Německá sociálně demokratická strana dělnická v ČSR            | 308 668   | 8.8   | 7       | 2         | 9       |
|                           | Československá strana lidová                                   | 246 768   | 7.1   | 5       | 4         | 9       |
|                           | Československá národní demokracie                              | 199 692   | 5.7   | 4       | 3         | 7       |
|                           | Německý svaz zemědělců                                         | 197 174   | 5.6   | 5       | 4         | 9       |
|                           | Československá živnostensko-obchodnická strana středostavovská | 162 147   | 4.6   | 4       | 3         | 7       |
|                           | Německá křesťansko-sociální strana lidová                      | 152 575   | 4.4   | 4       | 3         | 7       |
|                           | Německý lidový svaz                                            | 118 325   | 3.4   | 3       | 0         | 3       |
|                           | Německá národně socialistická strana dělnická                  | 113 513   | 3.3   | 2       | 0         | 2       |
|                           | Německé pracovní a volební společenství                        | 95 684    | 2.7   | 2       | 1         | 3       |
|                           | Německá živnostenská strana                                    | 69 099    | 2.0   | 1       | 1         | 2       |
| Neplatné hlasy            | Neplatné hlasy                                                 |           |       | –       | –         | –       |
| Celkem                    | Celkem                                                         | 3 492 683 | 100   | 80      | 40        | 120     |
| Registrovaní voliči/účast |                                                                |           |       |         |           |         |
| Zdroj:                    |                                                                |           |       |         |           |         |

#### Země Moravskoslezská
|                           |                                                                |           |       |         |           |         |
| Strana                    | Strana                                                         | Hlasy     | Hlasy | Mandáty | Mandáty   | Mandáty |
| Strana                    | Strana                                                         | Počet     | %     | Zvoleno | Jmenováno | Celkem  |
|                           | Československá strana lidová                                   | 305 266   | 18.6  | 8       | 6         | 14      |
|                           | Československá sociálně demokratická strana dělnická           | 206 229   | 12.6  | 6       | 3         | 9       |
|                           | Republikánská strana zemědělského a malorolnického lidu        | 203 069   | 12.4  | 5       | 2         | 7       |
|                           | Komunistická strana Československa                             | 160 742   | 9.8   | 4       | 0         | 4       |
|                           | Československá strana národně socialistická                    | 140 682   | 8.6   | 3       | 1         | 4       |
|                           | Německá křesťansko-sociální strana lidová                      | 100 124   | 6.1   | 3       | 1         | 4       |
|                           | Německá sociálně demokratická strana dělnická v ČSR            | 94 627    | 5.8   | 2       | 2         | 4       |
|                           | Německý lidový svaz                                            | 68 965    | 4.2   | 2       | 0         | 2       |
|                           | Československá živnostensko-obchodnická strana středostavovská | 68 613    | 4.2   | 2       | 1         | 3       |
|                           | Německý svaz zemědělců                                         | 65 911    | 4.0   | 2       | 1         | 3       |
|                           | Československá národní demokracie                              | 57 940    | 3.5   | 1       | 1         | 2       |
|                           | Německá národně socialistická strana dělnická                  | 50 480    | 3.1   | 1       | 0         | 1       |
|                           | Německá živnostenská strana                                    | 31 963    | 2.0   | 1       | 0         | 1       |
|                           | Polská lidová strana – Židovská strana                         | 29 510    | 1.8   | 0       | 0         | 0       |
|                           | Německé pracovní a volební společenství                        | 26 710    | 1.6   | 0       | 0         | 0       |
|                           | Sdružení katolických zemědělců a domkářů                       | 16 966    | 1.0   | 0       | 0         | 0       |
|                           | Polská socialistická strana dělnická                           | 9 299     | 0.6   | 0       | 0         | 0       |
|                           | odborníci mimo strany                                          | –         | –     | 0       | 2         | 2       |
| Neplatné hlasy            | Neplatné hlasy                                                 |           |       | –       | –         | –       |
| Celkem                    | Celkem                                                         | 1 637 096 | 100   | 40      | 20        | 60      |
| Registrovaní voliči/účast |                                                                |           |       |         |           |         |
| Zdroj:                    |                                                                |           |       |         |           |         |

#### Země Slovenská
|                           |                                                                |           |       |         |           |         |
| Strana                    | Strana                                                         | Hlasy     | Hlasy | Mandáty | Mandáty   | Mandáty |
| Strana                    | Strana                                                         | Počet     | %     | Zvoleno | Jmenováno | Celkem  |
|                           | Hlinkova slovenská lidová strana                               | 325 588   | 25.2  | 9       | 6         | 15      |
|                           | Republikánská strana zemědělského a malorolnického lidu        | 271 520   | 21.0  | 8       | 8         | 16      |
|                           | Komunistická strana Československa                             | 190 595   | 14.8  | 5       | 0         | 5       |
|                           | Zemská křesťansko-sociální strana                              | 120 769   | 9.3   | 3       | 0         | 3       |
|                           | Maďarsko-německá strana (MNP–ZDP–MNMP)                         | 68 965    | 8.1   | 3       | 0         | 3       |
|                           | Československá sociálně demokratická strana dělnická           | 96 901    | 7.5   | 3       | 1         | 4       |
|                           | Židovská strana – Židovská hospodářská strana                  | 45 244    | 3.5   | 1       | 0         | 1       |
|                           | Československá strana lidová                                   | 43 689    | 3.4   | 1       | 1         | 2       |
|                           | Československá strana národně socialistická                    | 36 181    | 2.8   | 1       | 1         | 2       |
|                           | Slovenská národní strana                                       | 31 679    | 2.5   | 1       | 0         | 1       |
|                           | Československá národní demokracie                              | 26 300    | 2.0   | 1       | 1         | 2       |
|                           | Československá živnostensko-obchodnická strana středostavovská | 15 371    | 1.2   | 0       | 0         | 0       |
|                           | Zemská maďarská strana malorolníků, živnostníků a dělníků      | 13 635    | 1.0   | 0       | 0         | 0       |
| Neplatné hlasy            | Neplatné hlasy                                                 |           |       | –       | –         | –       |
| Celkem                    | Celkem                                                         | 1 321 578 | 100   | 36      | 18        | 54      |
| Registrovaní voliči/účast |                                                                |           |       |         |           |         |
| Zdroj:                    |                                                                |           |       |         |           |         |

#### Země Podkarpatoruská
|                           |                                                                     |         |       |         |
| Strana                    | Strana                                                              | Hlasy   | Hlasy | Mandáty |
| Strana                    | Strana                                                              | Počet   | %     | Mandáty |
|                           | Republikánská strana zemědělského a malorolnického lidu             | 56 077  | 23.1  | 4       |
|                           | Komunistická strana Československa                                  | 48 773  | 20.1  | 2       |
|                           | Zemská křesťansko-sociální strana – Maďarská národní strana         | 32 749  | 13.5  | 2       |
|                           | Autonomní zemědělský sojuz                                          | 25 764  | 10.6  | 1       |
|                           | Židovská republikánská strana                                       | 14 302  | 5.9   | 1       |
|                           | Československá živnostensko-obchodnická strana středostavovská      | 11 465  | 4.7   | 1       |
|                           | Sociálně demokratická strana Podkarpatské Rusi                      | 10 078  | 4.2   | 1       |
|                           | Křesťansko-národní strana                                           | 8 927   | 3.7   | 0       |
|                           | Československá národní demokracie – Russkoje Narodnoje Sojediněnije | 8 766   | 3.6   | 0       |
|                           | Československá strana národně socialistická                         | 6 851   | 2.8   | 0       |
|                           | Židovská strana Podkarpatské Rusi                                   | 6 828   | 2.8   | 0       |
|                           | Československá sociálně demokratická strana dělnická                | 6 412   | 2.6   | 0       |
|                           | Karpatoruská strana trudová                                         | 5 671   | 2.3   | 0       |
| Neplatné hlasy            | Neplatné hlasy                                                      |         |       | –       |
| Celkem                    | Celkem                                                              | 242 663 | 100   | 12      |
| Registrovaní voliči/účast |                                                                     |         |       |         |
| Zdroj:                    |                                                                     |         |       |         |

## Dopady voleb
Výsledek voleb byl levicovou opozicí považován za vyslovení nedůvěry vládě. Ta to odmítala s tím, že jde o regionální volby, které nesouvisejí s centrální politikou. Faktem ale je, že třetí vláda Antonína Švehly vytrvala jen do února 1929. Nahradila ji ovšem první vláda Františka Udržala se stejným pravicovým zaměřením. Ke změně mocenských poměrů došlo až v prosinci 1929, kdy do vlády vstoupily socialistické strany. Výraznější dopad v tomto ohledu ovšem měly parlamentní volby roku 1929.